# Hellmut Kruse
Hellmut Kruse (* 19. Mai 1926 in Hamburg; † 25. Januar 2018 ebenda) war ein deutscher Unternehmer.

## Leben
Kruse studierte Literaturgeschichte und Philosophie an den Universitäten Hamburg und Fribourg/Schweiz, wo er 1948 mit einer Arbeit zu Wolf Graf von Kalckreuth zum Dr. phil. promoviert wurde. 1979 bis 1989 war er Vorstandsvorsitzender der Beiersdorf AG in Hamburg. Von 1992 bis 1999 war er ebendort Präsident des Übersee-Clubs.
Neben seiner Tätigkeit in der Wirtschaft gab Kruse mehrere Sammelbände mit weihnachtlichen Gedichten heraus. Im Februar 2006 veröffentlichte er die Autobiographie Wagen und Winnen – Ein hanseatisches Kaufmannsleben im 20. Jahrhundert.
Der Kaufmann und Hamburger Senator Hans E. B. Kruse (1891–1968) war sein Vater.

## Schriften (Auswahl)
- Wolf Graf von Kalckreuth. Ein frühvollendeter Dichter. Hamburg 1949, OCLC 720202824 (zugleich Dissertation, Freiburg im Üechtland 1948).
- als Herausgeber: Wolf Graf von Kalckreuth: Gedichte und Übertragungen. Heidelberg 1962, OCLC 551352078.
- Wagen und Winnen. Ein hanseatisches Kaufmannsleben im 20. Jahrhundert. Hamburg 2006, ISBN 3-434-52618-8.
- Friede auf Erden. Gedichte zu Weihnachten. Hamburg 2009, ISBN 978-3-434-52633-9.